# Achatia vitis
Achatia vitis är en fjärilsart som beskrevs av French 1879. Achatia vitis ingår i släktet Achatia och familjen nattflyn. Inga underarter finns listade i Catalogue of Life.